# Maycon Douglas
Maycon Douglas Oliveira Silva, noto semplicemente come Maycon o Maycon Douglas (Nova Friburgo, 27 agosto 1996), è un calciatore brasiliano, attaccante del Retrô.

## Caratteristiche tecniche
È un'ala destra.

## Carriera
Cresciuto nel settore giovanile del Friburguense, trascorre i primi anni di carriera nei campionati statali brasiliani ed accumulando poche apparizioni in Série C, tutte con la maglia del Tombense.
Nel 2021 viene acquistato in prestito dal Bahia ed il 5 maggio fa il suo esordio in Coppa Sudamericana giocando l'incontro della fase a gironi pareggiato 2-2 contro l'Independiente.

## Statistiche

### Presenze e reti nei club
Statistiche aggiornate al 31 maggio 2023.
| Stagione        | Squadra         | Campionato      | Campionato | Campionato | Coppe nazionali | Coppe nazionali | Coppe nazionali | Coppe continentali | Coppe continentali | Coppe continentali | Altre coppe | Altre coppe | Altre coppe | Totale | Totale |
| Stagione        | Squadra         | Comp            | Pres       | Reti       | Comp            | Pres            | Reti            | Comp               | Pres               | Reti               | Comp        | Pres        | Reti        | Pres   | Reti   |
| --------------- | --------------- | --------------- | ---------- | ---------- | --------------- | --------------- | --------------- | ------------------ | ------------------ | ------------------ | ----------- | ----------- | ----------- | ------ | ------ |
| 2016            | Friburguense    | A/RJ            | 4          | 0          |                 | -               | -               |                    | -                  | -                  |             | -           | -           | 4      | 0      |
| 2017            | Tombense        | M1/MG+C         | 0+3        | 0          |                 | -               | -               |                    | -                  | -                  |             | -           | -           | 3      | 0      |
| 2018            | Tombense        | M1/MG+C         | 5+1        | 0          |                 | -               | -               |                    | -                  | -                  |             | -           | -           | 6      | 0      |
| 2019            | ASA             | PD/AL+D         | 3+0        | 0          | CB              | 0               | 0               |                    | -                  | -                  |             | -           | -           | 3      | 0      |
| 2019            | Friburguense    | B1/RJ           | 14         | 0          |                 | -               | -               |                    | -                  | -                  |             | -           | -           | 14     | 0      |
| 2020            | Tombense        | M1/MG+C         | 13+14      | 0+1        |                 | -               | -               |                    | -                  | -                  |             | -           | -           | 27     | 1      |
| 2021            | ABC             | PD/RN           | 4          | 2          | CB              | 2               | 1               |                    | -                  | -                  | CdN         | 8           | 2           | 14     | 5      |
| 2021            | Bahia           | PD/BA+A         | 0+21       | 1          | CB              | 0               | 0               | CS                 | 4                  | 0                  | CdN         | 0           | 0           | 25     | 1      |
| 2022            | CRB             | PD/AL+B         | 1+6        | 0          |                 | -               | -               |                    | -                  | -                  | CdN         | 4           | 0           | 11     | 0      |
| 2023            | ABC             | PD/RN+B         | 12+5       | 4+1        |                 | -               | -               |                    | -                  | -                  | CdN         | 8           | 1           | 25     | 6      |
| Totale carriera | Totale carriera | Totale carriera | 106        | 9          |                 | 2               | 1               |                    | 4                  | 0                  |             | 20          | 3           | 132    | 13     |

## Palmarès

### Club

#### Competizioni statali
- Campeonato Carioca Série B: 1

Friburguense: 2019
- Recopa Mineira: 2

Tombense: 2020, 2021